# Antichloris clementi
Antichloris clementi là một loài bướm đêm thuộc phân họ Arctiinae, họ Erebidae.